# Ecnomus miriwud
Ecnomus miriwud är en nattsländeart som beskrevs av Cartwright 1990. Ecnomus miriwud ingår i släktet Ecnomus och familjen trattnattsländor. Inga underarter finns listade i Catalogue of Life.